# Clásica de Almería 2022
Clásica de Almería 2022 – 37. edycja wyścigu kolarskiego Clásica de Almería, która odbyła się 13 lutego 2022 na trasie o długości ponad 188 kilometrów biegnącej po prowincji Almería, z miejscowości El Ejido do miejscowości Roquetas de Mar. Impreza kategorii 1.Pro była częścią UCI ProSeries 2022.

## Uczestnicy

### Drużyny
| WorldTeams (9)- AG2R Citroën Team - Astana Qazaqstan Team - Bora-Hansgrohe - EF Education-EasyPost - Intermarché-Wanty-Gobert Matériaux - Israel-Premier Tech - UAE Team Emirates - Cofidis - Movistar Team ProTeams (11)- Sport Vlaanderen-Baloise - Drone Hopper-Androni Giocattoli - Human Powered Health - Euskaltel-Euskadi - Arkéa-Samsic - Burgos-BH - Caja Rural-Seguros RGA - Equipo Kern Pharma - Eolo-Kometa - TotalEnergies - Bingoal Pauwels Sauces WB |
| |

### Lista startowa
| Israel-Premier Tech IPT | Israel-Premier Tech IPT  | Israel-Premier Tech IPT |
| ----------------------- | ------------------------ | ----------------------- |
| Nr                      | Kolarz                   | Miejsce                 |
| 1                       | Giacomo Nizzolo (ITA)    | 3.                      |
| 2                       | Alexander Cataford (CAN) | 95.                     |
| 3                       | Jenthe Biermans (BEL)    | 69.                     |
| 4                       | Alex Dowsett (GBR)       | 88.                     |
| 7                       | Rick Zabel (GER)         | 22.                     |

| Bora-Hansgrohe BOH | Bora-Hansgrohe BOH      | Bora-Hansgrohe BOH |
| ------------------ | ----------------------- | ------------------ |
| Nr                 | Kolarz                  | Miejsce            |
| 11                 | Luis-Joe Lührs (GER)    | 13.                |
| 12                 | Jonas Koch (GER)        | DNF                |
| 14                 | Anton Palzer (GER)      | 61.                |
| 15                 | Nils Politt (GER)       | 15.                |
| 16                 | Lukas Pöstlberger (AUT) | 111.               |
| 17                 | Frederik Wandahl (DEN)  | 82.                |

| Caja Rural-Seguros RGA CJR | Caja Rural-Seguros RGA CJR | Caja Rural-Seguros RGA CJR |
| -------------------------- | -------------------------- | -------------------------- |
| Nr                         | Kolarz                     | Miejsce                    |
| 21                         | Orluis Aular (VEN)         | 31.                        |
| 22                         | Aritz Bagües (ESP)         | 33.                        |
| 23                         | David González López (ESP) | 18.                        |
| 24                         | Iúri Leitão (POR)          | 99.                        |
| 25                         | Sergio Martín (ESP)        | 39.                        |
| 26                         | Michal Schlegel (CZE)      | 50.                        |
| 27                         | Jon Barrenetxea (ESP)      | 43.                        |

| Bingoal Pauwels Sauces WB BWB | Bingoal Pauwels Sauces WB BWB | Bingoal Pauwels Sauces WB BWB |
| ----------------------------- | ----------------------------- | ----------------------------- |
| Nr                            | Kolarz                        | Miejsce                       |
| 31                            | Stanisław Aniołkowski (POL)   | 4.                            |
| 32                            | Rémy Mertz (BEL)              | 17.                           |
| 33                            | Kenny Molly (BEL)             | 71.                           |
| 34                            | Arjen Livyns (BEL)            | 85.                           |
| 35                            | Dimitri Peyskens (BEL)        | 73.                           |
| 36                            | Marco Tizza (ITA)             | 89.                           |
| 37                            | Michiel Lambrecht (BEL)       | 60.                           |

| Intermarché-Wanty-Gobert Matériaux IWG | Intermarché-Wanty-Gobert Matériaux IWG | Intermarché-Wanty-Gobert Matériaux IWG |
| -------------------------------------- | -------------------------------------- | -------------------------------------- |
| Nr                                     | Kolarz                                 | Miejsce                                |
| 41                                     | Alexander Kristoff (NOR)               | 1.                                     |
| 42                                     | Dimitri Claeys (BEL)                   | 81.                                    |
| 43                                     | Andrea Pasqualon (ITA)                 | 66.                                    |
| 44                                     | Barnabás Peák (HUN)                    | 49.                                    |
| 45                                     | Adrien Petit (FRA)                     | 25.                                    |
| 46                                     | Taco van der Hoorn (NED)               | 87.                                    |
| 47                                     | Théo Delacroix (FRA)                   | DNF                                    |

| Movistar Team MOV | Movistar Team MOV     | Movistar Team MOV |
| ----------------- | --------------------- | ----------------- |
| Nr                | Kolarz                | Miejsce           |
| 51                | Imanol Erviti (ESP)   | 47.               |
| 52                | Johan Jacobs (SUI)    | 26.               |
| 53                | Max Kanter (GER)      | 10.               |
| 54                | Oier Lazkano (ESP)    | 109.              |
| 55                | Abner González (PUR)  | 78.               |
| 56                | Vinicius Rangel (BRA) | 27.               |
| 57                | Sergio Samitier (ESP) | 37.               |

| Cofidis COF | Cofidis COF           | Cofidis COF |
| ----------- | --------------------- | ----------- |
| Nr          | Kolarz                | Miejsce     |
| 61          | Tom Bohli (SUI)       | 34.         |
| 62          | André Carvalho (POR)  | 77.         |
| 64          | Davide Cimolai (ITA)  | 91.         |
| 65          | Simone Consonni (ITA) | 6.          |
| 66          | José Herrada (ESP)    | 35.         |
| 67          | Jelle Wallays (BEL)   | 32.         |

| TotalEnergies TEN | TotalEnergies TEN        | TotalEnergies TEN |
| ----------------- | ------------------------ | ----------------- |
| Nr                | Kolarz                   | Miejsce           |
| 71                | Juraj Sagan (SVK)        | 65.               |
| 72                | Niccolò Bonifazio (ITA)  | 11.               |
| 74                | Cristián Rodríguez (ESP) | 59.               |
| 77                | Dries Van Gestel (BEL)   | 77.               |

| Sport Vlaanderen-Baloise SVB | Sport Vlaanderen-Baloise SVB | Sport Vlaanderen-Baloise SVB |
| ---------------------------- | ---------------------------- | ---------------------------- |
| Nr                           | Kolarz                       | Miejsce                      |
| 81                           | Gilles De Wilde (BEL)        | 112.                         |
| 82                           | Aaron Verwilst (BEL)         | 46.                          |
| 83                           | Jules Hesters (BEL)          | 8.                           |
| 84                           | Vito Braet (BEL)             | DNF                          |
| 85                           | Tuur Dens (BEL)              | 94.                          |
| 86                           | Milan Fretin (BEL)           | 16.                          |
| 87                           | Ruben Apers (BEL)            | 100.                         |

| UAE Team Emirates UAD | UAE Team Emirates UAD       | UAE Team Emirates UAD |
| --------------------- | --------------------------- | --------------------- |
| Nr                    | Kolarz                      | Miejsce               |
| 91                    | Juan Sebastián Molano (COL) | 5.                    |
| 92                    | Andrés Camilo Ardila (COL)  | 79.                   |
| 93                    | Alessandro Covi (ITA)       | 56.                   |
| 94                    | Vegard Stake Laengen (NOR)  | 86.                   |
| 95                    | Brandon McNulty (USA)       | 92.                   |
| 96                    | Matteo Trentin (ITA)        | 24.                   |

| Burgos-BH BBH | Burgos-BH BBH                  | Burgos-BH BBH |
| ------------- | ------------------------------ | ------------- |
| Nr            | Kolarz                         | Miejsce       |
| 111           | Manuel Peñalver (ESP)          | 98.           |
| 112           | Pelayo Sánchez (ESP)           | DNF           |
| 113           | Jesús Ezquerra (ESP)           | 30.           |
| 114           | Óscar Pelegrí (ESP)            | 14.           |
| 115           | Juan Antonio López-Cózar (ESP) | DNF           |
| 116           | Ángel Madrazo (ESP)            | 42.           |
| 117           | Ander Okamika (ESP)            | 62.           |

| Human Powered Health HPM | Human Powered Health HPM | Human Powered Health HPM |
| ------------------------ | ------------------------ | ------------------------ |
| Nr                       | Kolarz                   | Miejsce                  |
| 121                      | Stephen Bassett (USA)    | 21.                      |
| 122                      | Nathan Brown (USA)       | DNF                      |
| 123                      | Gavin Mannion (USA)      | 83.                      |
| 125                      | Chad Haga (USA)          | 84.                      |
| 126                      | Ben King (USA)           | 90.                      |

| EF Education-EasyPost EFE | EF Education-EasyPost EFE | EF Education-EasyPost EFE |
| ------------------------- | ------------------------- | ------------------------- |
| Nr                        | Kolarz                    | Miejsce                   |
| 131                       | Marijn van den Berg (NED) | 7.                        |
| 132                       | Ben Healy (IRL)           | 101.                      |
| 133                       | Hideto Nakane (JPN)       | 102.                      |
| 134                       | Sean Quinn (USA)          | 110.                      |
| 135                       | Thomas Scully (NZL)       | 93.                       |
| 136                       | Georg Steinhauser (GER)   | 70.                       |
| 137                       | Julius van den Berg (NED) | 97.                       |

| Equipo Kern Pharma EKP | Equipo Kern Pharma EKP | Equipo Kern Pharma EKP |
| ---------------------- | ---------------------- | ---------------------- |
| Nr                     | Kolarz                 | Miejsce                |
| 141                    | Álex Jaime (ESP)       | 23.                    |
| 142                    | Jordi López (ESP)      | 72.                    |
| 143                    | Vojtěch Řepa (CZE)     | 96.                    |
| 144                    | Sawwa Nowikow (RUS)    | 41.                    |
| 145                    | Diego López (ESP)      | 54.                    |
| 146                    | Sergio Araiz (ESP)     | 55.                    |
| 147                    | Eugenio Sánchez (ESP)  | 58.                    |

| Astana Qazaqstan Team AST | Astana Qazaqstan Team AST   | Astana Qazaqstan Team AST |
| ------------------------- | --------------------------- | ------------------------- |
| Nr                        | Kolarz                      | Miejsce                   |
| 151                       | Valerio Conti (ITA)         | DNF                       |
| 152                       | Jewgienij Fiodorow (KAZ)    | 29.                       |
| 153                       | Dmitrij Gruzdiew (KAZ)      | DNF                       |
| 154                       | Jurij Natarow (KAZ)         | 45.                       |
| 155                       | Nurbergen Nurłychasym (KAZ) | 36.                       |
| 157                       | Davide Martinelli (ITA)     | 12.                       |

| Euskaltel-Euskadi EUS | Euskaltel-Euskadi EUS    | Euskaltel-Euskadi EUS |
| --------------------- | ------------------------ | --------------------- |
| Nr                    | Kolarz                   | Miejsce               |
| 161                   | Juan José Lobato (ESP)   | 19.                   |
| 162                   | Xabier Azparren (ESP)    | 105.                  |
| 163                   | Antonio Jesús Soto (ESP) | 20.                   |
| 164                   | Txomin Juaristi (ESP)    | 74.                   |
| 165                   | Xabier Isasa (ESP)       | 38.                   |
| 166                   | Iker Ballarin (ESP)      | 63.                   |
| 167                   | Asier Etxeberria (ESP)   | 80.                   |

| Drone Hopper-Androni Giocattoli DRA | Drone Hopper-Androni Giocattoli DRA | Drone Hopper-Androni Giocattoli DRA |
| ----------------------------------- | ----------------------------------- | ----------------------------------- |
| Nr                                  | Kolarz                              | Miejsce                             |
| 171                                 | Juan Diego Alba (COL)               | 103.                                |
| 172                                 | Jhonatan Restrepo (COL)             | 28.                                 |
| 173                                 | Didier Merchán (COL)                | 108.                                |
| 174                                 | Brandon Rojas Vega (COL)            | 44.                                 |
| 175                                 | Daniel Muñoz (COL)                  | 53.                                 |
| 176                                 | Andrij Ponomar (UKR)                | 40.                                 |
| 177                                 | Ricardo Zurita (ESP)                | 107.                                |

| Eolo-Kometa EOK | Eolo-Kometa EOK         | Eolo-Kometa EOK |
| --------------- | ----------------------- | --------------- |
| Nr              | Kolarz                  | Miejsce         |
| 181             | Vincenzo Albanese (ITA) | 9.              |
| 182             | Lorenzo Fortunato (ITA) | 64.             |
| 183             | Francesco Gavazzi (ITA) | 51.             |
| 184             | Alejandro Ropero (ESP)  | 106.            |
| 185             | Mirco Maestri (ITA)     | 67.             |
| 186             | Diego Sevilla (ESP)     | 52.             |
| 187             | Daniel Viegas (POR)     | 104.            |

| Arkéa-Samsic ARK | Arkéa-Samsic ARK        | Arkéa-Samsic ARK |
| ---------------- | ----------------------- | ---------------- |
| Nr               | Kolarz                  | Miejsce          |
| 191              | Nacer Bouhanni (FRA)    | 2.               |
| 192              | Benjamin Declercq (BEL) | 75.              |
| 193              | Kévin Ledanois (FRA)    | DNF              |
| 194              | Donavan Grondin (FRA)   | 57.              |
| 195              | Daniel McLay (GBR)      | 68.              |
| 197              | Markus Pajur (EST)      | 76.              |
| 198              | Alessandro Verre (ITA)  | DNF              |

| Israel-Premier Tech IPT | Israel-Premier Tech IPT  | Israel-Premier Tech IPT |
| ----------------------- | ------------------------ | ----------------------- |
| Nr                      | Kolarz                   | Miejsce                 |
| 1                       | Giacomo Nizzolo (ITA)    | 3.                      |
| 2                       | Alexander Cataford (CAN) | 95.                     |
| 3                       | Jenthe Biermans (BEL)    | 69.                     |
| 4                       | Alex Dowsett (GBR)       | 88.                     |
| 7                       | Rick Zabel (GER)         | 22.                     |

| Bora-Hansgrohe BOH | Bora-Hansgrohe BOH      | Bora-Hansgrohe BOH |
| ------------------ | ----------------------- | ------------------ |
| Nr                 | Kolarz                  | Miejsce            |
| 11                 | Luis-Joe Lührs (GER)    | 13.                |
| 12                 | Jonas Koch (GER)        | DNF                |
| 14                 | Anton Palzer (GER)      | 61.                |
| 15                 | Nils Politt (GER)       | 15.                |
| 16                 | Lukas Pöstlberger (AUT) | 111.               |
| 17                 | Frederik Wandahl (DEN)  | 82.                |

| Caja Rural-Seguros RGA CJR | Caja Rural-Seguros RGA CJR | Caja Rural-Seguros RGA CJR |
| -------------------------- | -------------------------- | -------------------------- |
| Nr                         | Kolarz                     | Miejsce                    |
| 21                         | Orluis Aular (VEN)         | 31.                        |
| 22                         | Aritz Bagües (ESP)         | 33.                        |
| 23                         | David González López (ESP) | 18.                        |
| 24                         | Iúri Leitão (POR)          | 99.                        |
| 25                         | Sergio Martín (ESP)        | 39.                        |
| 26                         | Michal Schlegel (CZE)      | 50.                        |
| 27                         | Jon Barrenetxea (ESP)      | 43.                        |

| Bingoal Pauwels Sauces WB BWB | Bingoal Pauwels Sauces WB BWB | Bingoal Pauwels Sauces WB BWB |
| ----------------------------- | ----------------------------- | ----------------------------- |
| Nr                            | Kolarz                        | Miejsce                       |
| 31                            | Stanisław Aniołkowski (POL)   | 4.                            |
| 32                            | Rémy Mertz (BEL)              | 17.                           |
| 33                            | Kenny Molly (BEL)             | 71.                           |
| 34                            | Arjen Livyns (BEL)            | 85.                           |
| 35                            | Dimitri Peyskens (BEL)        | 73.                           |
| 36                            | Marco Tizza (ITA)             | 89.                           |
| 37                            | Michiel Lambrecht (BEL)       | 60.                           |

| Intermarché-Wanty-Gobert Matériaux IWG | Intermarché-Wanty-Gobert Matériaux IWG | Intermarché-Wanty-Gobert Matériaux IWG |
| -------------------------------------- | -------------------------------------- | -------------------------------------- |
| Nr                                     | Kolarz                                 | Miejsce                                |
| 41                                     | Alexander Kristoff (NOR)               | 1.                                     |
| 42                                     | Dimitri Claeys (BEL)                   | 81.                                    |
| 43                                     | Andrea Pasqualon (ITA)                 | 66.                                    |
| 44                                     | Barnabás Peák (HUN)                    | 49.                                    |
| 45                                     | Adrien Petit (FRA)                     | 25.                                    |
| 46                                     | Taco van der Hoorn (NED)               | 87.                                    |
| 47                                     | Théo Delacroix (FRA)                   | DNF                                    |

| Movistar Team MOV | Movistar Team MOV     | Movistar Team MOV |
| ----------------- | --------------------- | ----------------- |
| Nr                | Kolarz                | Miejsce           |
| 51                | Imanol Erviti (ESP)   | 47.               |
| 52                | Johan Jacobs (SUI)    | 26.               |
| 53                | Max Kanter (GER)      | 10.               |
| 54                | Oier Lazkano (ESP)    | 109.              |
| 55                | Abner González (PUR)  | 78.               |
| 56                | Vinicius Rangel (BRA) | 27.               |
| 57                | Sergio Samitier (ESP) | 37.               |

| Cofidis COF | Cofidis COF           | Cofidis COF |
| ----------- | --------------------- | ----------- |
| Nr          | Kolarz                | Miejsce     |
| 61          | Tom Bohli (SUI)       | 34.         |
| 62          | André Carvalho (POR)  | 77.         |
| 64          | Davide Cimolai (ITA)  | 91.         |
| 65          | Simone Consonni (ITA) | 6.          |
| 66          | José Herrada (ESP)    | 35.         |
| 67          | Jelle Wallays (BEL)   | 32.         |

| TotalEnergies TEN | TotalEnergies TEN        | TotalEnergies TEN |
| ----------------- | ------------------------ | ----------------- |
| Nr                | Kolarz                   | Miejsce           |
| 71                | Juraj Sagan (SVK)        | 65.               |
| 72                | Niccolò Bonifazio (ITA)  | 11.               |
| 74                | Cristián Rodríguez (ESP) | 59.               |
| 77                | Dries Van Gestel (BEL)   | 77.               |

| Sport Vlaanderen-Baloise SVB | Sport Vlaanderen-Baloise SVB | Sport Vlaanderen-Baloise SVB |
| ---------------------------- | ---------------------------- | ---------------------------- |
| Nr                           | Kolarz                       | Miejsce                      |
| 81                           | Gilles De Wilde (BEL)        | 112.                         |
| 82                           | Aaron Verwilst (BEL)         | 46.                          |
| 83                           | Jules Hesters (BEL)          | 8.                           |
| 84                           | Vito Braet (BEL)             | DNF                          |
| 85                           | Tuur Dens (BEL)              | 94.                          |
| 86                           | Milan Fretin (BEL)           | 16.                          |
| 87                           | Ruben Apers (BEL)            | 100.                         |

| UAE Team Emirates UAD | UAE Team Emirates UAD       | UAE Team Emirates UAD |
| --------------------- | --------------------------- | --------------------- |
| Nr                    | Kolarz                      | Miejsce               |
| 91                    | Juan Sebastián Molano (COL) | 5.                    |
| 92                    | Andrés Camilo Ardila (COL)  | 79.                   |
| 93                    | Alessandro Covi (ITA)       | 56.                   |
| 94                    | Vegard Stake Laengen (NOR)  | 86.                   |
| 95                    | Brandon McNulty (USA)       | 92.                   |
| 96                    | Matteo Trentin (ITA)        | 24.                   |

| Burgos-BH BBH | Burgos-BH BBH                  | Burgos-BH BBH |
| ------------- | ------------------------------ | ------------- |
| Nr            | Kolarz                         | Miejsce       |
| 111           | Manuel Peñalver (ESP)          | 98.           |
| 112           | Pelayo Sánchez (ESP)           | DNF           |
| 113           | Jesús Ezquerra (ESP)           | 30.           |
| 114           | Óscar Pelegrí (ESP)            | 14.           |
| 115           | Juan Antonio López-Cózar (ESP) | DNF           |
| 116           | Ángel Madrazo (ESP)            | 42.           |
| 117           | Ander Okamika (ESP)            | 62.           |

| Human Powered Health HPM | Human Powered Health HPM | Human Powered Health HPM |
| ------------------------ | ------------------------ | ------------------------ |
| Nr                       | Kolarz                   | Miejsce                  |
| 121                      | Stephen Bassett (USA)    | 21.                      |
| 122                      | Nathan Brown (USA)       | DNF                      |
| 123                      | Gavin Mannion (USA)      | 83.                      |
| 125                      | Chad Haga (USA)          | 84.                      |
| 126                      | Ben King (USA)           | 90.                      |

| EF Education-EasyPost EFE | EF Education-EasyPost EFE | EF Education-EasyPost EFE |
| ------------------------- | ------------------------- | ------------------------- |
| Nr                        | Kolarz                    | Miejsce                   |
| 131                       | Marijn van den Berg (NED) | 7.                        |
| 132                       | Ben Healy (IRL)           | 101.                      |
| 133                       | Hideto Nakane (JPN)       | 102.                      |
| 134                       | Sean Quinn (USA)          | 110.                      |
| 135                       | Thomas Scully (NZL)       | 93.                       |
| 136                       | Georg Steinhauser (GER)   | 70.                       |
| 137                       | Julius van den Berg (NED) | 97.                       |

| Equipo Kern Pharma EKP | Equipo Kern Pharma EKP | Equipo Kern Pharma EKP |
| ---------------------- | ---------------------- | ---------------------- |
| Nr                     | Kolarz                 | Miejsce                |
| 141                    | Álex Jaime (ESP)       | 23.                    |
| 142                    | Jordi López (ESP)      | 72.                    |
| 143                    | Vojtěch Řepa (CZE)     | 96.                    |
| 144                    | Sawwa Nowikow (RUS)    | 41.                    |
| 145                    | Diego López (ESP)      | 54.                    |
| 146                    | Sergio Araiz (ESP)     | 55.                    |
| 147                    | Eugenio Sánchez (ESP)  | 58.                    |

| Astana Qazaqstan Team AST | Astana Qazaqstan Team AST   | Astana Qazaqstan Team AST |
| ------------------------- | --------------------------- | ------------------------- |
| Nr                        | Kolarz                      | Miejsce                   |
| 151                       | Valerio Conti (ITA)         | DNF                       |
| 152                       | Jewgienij Fiodorow (KAZ)    | 29.                       |
| 153                       | Dmitrij Gruzdiew (KAZ)      | DNF                       |
| 154                       | Jurij Natarow (KAZ)         | 45.                       |
| 155                       | Nurbergen Nurłychasym (KAZ) | 36.                       |
| 157                       | Davide Martinelli (ITA)     | 12.                       |

| Euskaltel-Euskadi EUS | Euskaltel-Euskadi EUS    | Euskaltel-Euskadi EUS |
| --------------------- | ------------------------ | --------------------- |
| Nr                    | Kolarz                   | Miejsce               |
| 161                   | Juan José Lobato (ESP)   | 19.                   |
| 162                   | Xabier Azparren (ESP)    | 105.                  |
| 163                   | Antonio Jesús Soto (ESP) | 20.                   |
| 164                   | Txomin Juaristi (ESP)    | 74.                   |
| 165                   | Xabier Isasa (ESP)       | 38.                   |
| 166                   | Iker Ballarin (ESP)      | 63.                   |
| 167                   | Asier Etxeberria (ESP)   | 80.                   |

| Drone Hopper-Androni Giocattoli DRA | Drone Hopper-Androni Giocattoli DRA | Drone Hopper-Androni Giocattoli DRA |
| ----------------------------------- | ----------------------------------- | ----------------------------------- |
| Nr                                  | Kolarz                              | Miejsce                             |
| 171                                 | Juan Diego Alba (COL)               | 103.                                |
| 172                                 | Jhonatan Restrepo (COL)             | 28.                                 |
| 173                                 | Didier Merchán (COL)                | 108.                                |
| 174                                 | Brandon Rojas Vega (COL)            | 44.                                 |
| 175                                 | Daniel Muñoz (COL)                  | 53.                                 |
| 176                                 | Andrij Ponomar (UKR)                | 40.                                 |
| 177                                 | Ricardo Zurita (ESP)                | 107.                                |

| Eolo-Kometa EOK | Eolo-Kometa EOK         | Eolo-Kometa EOK |
| --------------- | ----------------------- | --------------- |
| Nr              | Kolarz                  | Miejsce         |
| 181             | Vincenzo Albanese (ITA) | 9.              |
| 182             | Lorenzo Fortunato (ITA) | 64.             |
| 183             | Francesco Gavazzi (ITA) | 51.             |
| 184             | Alejandro Ropero (ESP)  | 106.            |
| 185             | Mirco Maestri (ITA)     | 67.             |
| 186             | Diego Sevilla (ESP)     | 52.             |
| 187             | Daniel Viegas (POR)     | 104.            |

| Arkéa-Samsic ARK | Arkéa-Samsic ARK        | Arkéa-Samsic ARK |
| ---------------- | ----------------------- | ---------------- |
| Nr               | Kolarz                  | Miejsce          |
| 191              | Nacer Bouhanni (FRA)    | 2.               |
| 192              | Benjamin Declercq (BEL) | 75.              |
| 193              | Kévin Ledanois (FRA)    | DNF              |
| 194              | Donavan Grondin (FRA)   | 57.              |
| 195              | Daniel McLay (GBR)      | 68.              |
| 197              | Markus Pajur (EST)      | 76.              |
| 198              | Alessandro Verre (ITA)  | DNF              |

Legenda: DNF – nie ukończył, OTL – przekroczył limit czasu, DNS – nie wystartował, DSQ – zdyskwalifikowany.

## Klasyfikacja generalna
| \| Klasyfikacja generalna \| Klasyfikacja generalna \| Klasyfikacja generalna \| Klasyfikacja generalna \| Klasyfikacja generalna \| \| Kolarz \| Kolarz \| Państwo \| Drużyna \| Czas \| \| ---------------------- \| ---------------------- \| ---------------------- \| ---------------------------------- \| ---------------------- \| \| 1. \| Alexander Kristoff \| Norwegia \| Intermarché-Wanty-Gobert Matériaux \| 4h 22' 39" \| \| 2. \| Nacer Bouhanni \| Francja \| Arkéa-Samsic \| + 0" \| \| 3. \| Giacomo Nizzolo \| Włochy \| Israel-Premier Tech \| + 0" \| \| 4. \| Stanisław Aniołkowski \| Polska \| Bingoal Pauwels Sauces WB \| + 0" \| \| 5. \| Juan Sebastián Molano \| Kolumbia \| UAE Team Emirates \| + 0" \| \| 6. \| Simone Consonni \| Włochy \| Cofidis \| + 0" \| \| 7. \| Marijn van den Berg \| Holandia \| EF Education-EasyPost \| + 0" \| \| 8. \| Jules Hesters \| Belgia \| Sport Vlaanderen-Baloise \| + 0" \| \| 9. \| Vincenzo Albanese \| Włochy \| Eolo-Kometa \| + 0" \| \| 10. \| Max Kanter \| Niemcy \| Movistar Team \| + 0" \| |                       |          |                                    |            |
| |                       |          |                                    |            |
| Źródło: ProCyclingStats |                       |          |                                    |            |
| Klasyfikacja generalna |                       |          |                                    |            |
| Kolarz | Kolarz                | Państwo  | Drużyna                            | Czas       |
| 1. | Alexander Kristoff    | Norwegia | Intermarché-Wanty-Gobert Matériaux | 4h 22' 39" |
| 2. | Nacer Bouhanni        | Francja  | Arkéa-Samsic                       | + 0"       |
| 3. | Giacomo Nizzolo       | Włochy   | Israel-Premier Tech                | + 0"       |
| 4. | Stanisław Aniołkowski | Polska   | Bingoal Pauwels Sauces WB          | + 0"       |
| 5. | Juan Sebastián Molano | Kolumbia | UAE Team Emirates                  | + 0"       |
| 6. | Simone Consonni       | Włochy   | Cofidis                            | + 0"       |
| 7. | Marijn van den Berg   | Holandia | EF Education-EasyPost              | + 0"       |
| 8. | Jules Hesters         | Belgia   | Sport Vlaanderen-Baloise           | + 0"       |
| 9. | Vincenzo Albanese     | Włochy   | Eolo-Kometa                        | + 0"       |
| 10. | Max Kanter            | Niemcy   | Movistar Team                      | + 0"       |